# Seleção Canadense de Rugby Union
A Seleção Canadense de Rugby Union é a equipe que representa o Canadá em competições internacionais de Rugby Union. A seleção está no segundo grupo do rugby union mundial e já conseguiu se classificar para 8 Copas do Mundo.

## Desempenho em Copas do Mundo
| Resumo na Copa do mundo: = Vitória - Empate - Derrota |       |                            |                  |
| Ano                                                   | Lugar | 1 Turno                    | Quartas-de-final |
| 1987                                                  | 9°    | 37-4; 19-46; 9-40          |                  |
| 1991                                                  | 8°    | 13-3; 19-11; 13-19         | 13-29            |
| 1995                                                  | 10°   | 34-3; 11-27; 0-20          |                  |
| 1999                                                  | 12°   | 20-33; 22-28; 72-11;       |                  |
| 2003                                                  | 14°   | 10-41; 6-68; 14-19; 24-7   |                  |
| 2007                                                  | 17°   | 17-24; 16-29; 12-12; 6-37  |                  |
| 2011                                                  | 13°   | 25-20; 19-46; 23-23; 15-79 |                  |